# Societat Missionera de Londres
La Societat Missionera de Londres (en anglès London Missionary Society) fou una societat missionera no confessional. Va ser fundada a Anglaterra el 1795 per evangèlics anglicans inconformistes, en la seva major part de l'Església congregacional. Disposa de missions a les illes del Pacífic Sud i Àfrica. En l'actualitat forma part del Council for World Mission (CWM).

## Orígens
La proposta de creació d'una Societat Missionera que promogués la difusió del cristianisme va venir de mà del ministre William Carey. Aquest va suggerir al ministre baptista John Ryland d'unir forces amb altres i utilitzar la causa comuna de la lluita contra l'esclavitud per aconseguir vèncer les dificultats que trobaven els evangelistes en la seva obra missionera, ja que la seva Església estava molt atomitzada i les seves missions amb massa freqüència només arribaven a un petit grup de persones i resultaven molt difícils de sostenir.
La societat té per objecte ser més eficaços mitjançant la creació d'un fòrum en el qual els evangelistes puguin treballar junts, donant a les missions a l'estranger més línies de suport financer i una millor coordinació, inclòs suport contra els seus opositors que desitgen no tenir restriccions comercials i / o militars en les seves relacions amb els pobles natius. L'objectiu és aconseguir que les missions tinguin viabilitat a més llarg termini i un major èxit.